# Silvia Beatriz Elías de Pérez
Silvia Beatriz Elías de Pérez (Juan Bautista Alberdi, 10 de mayo de 1964) es una política argentina, que se desempeña como Legisladora de Tucumán. También fue senadora nacional por la provincia de Tucumán entre 2013 y 2021 por el bloque de la Unión Cívica Radical. Participó como candidata a gobernadora de las elecciones generales de la provincia de Tucumán del 9 de junio de 2019 liderando el Frente Vamos Tucumán.

## Biografía
Nació en 1964 en Juan Bautista Alberdi (Tucumán). Realizó sus estudios primarios y secundarios en la Escuela Normal Florentino. En 1985, a los 21 años, se recibió de contador en la Universidad del Norte Santo Tomás de Aquino (Unsta) en San Miguel de Tucumán y luego se especializó en administración de empresas.
En las elecciones legislativas de 2009 fue candidata a senadora nacional por el Acuerdo Cívico y Social. En 2010 encabezó la Unión Cívica Radical (UCR) tucumana y es electo al año siguiente como legisladora provincial.
En 2013 asumió como senadora nacional, reemplazando a José Manuel Cano, quien renunció para asumir como diputado nacional. En 2015 fue reelegida como senadora nacional para el período 2015-2021 encabezando la lista de Cambiemos. En 2013 Ese año asume la vicepresidencia del Comité Nacional de la UCR hasta fines de 2017.Ese mismo año se denunció que la fórmula Cano Elias de Pérez por clientelismo político, diferentes medios denunciaron que camiones provenientes del Ministerio de Desarrollo Social, de la Nación descargaban electrodomésticos, camas y colchones en San Miguel de Tucumán a  entregando de manera irregular bienes del Estado nacional en vehículos particulares y camiones de la capital tucumana con la intención de "comprar votos".
Presidió la Comisión de Salud de la cámara alta entre 2014 y 2018, Integró como vocal las comisiones de Justicia y Asuntos Penales; de Presupuesto y Hacienda; de Sistemas, Medios de Comunicación y Libertad de Expresión; Banca de La Mujer; de Salud; y la Bicameral Permanente de Seguimiento y Control del Ministerio Público de la Nación.
En las elecciones provinciales de 2019, fue candidata a gobernadora encabezando el Frente Vamos Tucumán, acompañada por José Manuel Paz como candidato a vicegobernador. La fórmula quedó en segundo lugar con el 20 % de los votos. En 2018 Elías de Pérez denunció que detrás de la  ley para despenalizar el aborto subyacía "un negocio del aborto" financiado por una ONG de Estados Unidos que, según aseveró Perez "trafica órganos de fetos.

## Opiniones políticas
Durante el debate que ocurrió en 2018 en el Congreso, Elías de Pérez adquirió visibilidad al ser una de las referentes en contra de la ley de interrupción voluntaria del embarazo. Protagonizó un intercambio con el biólogo molecular Alberto Kornblihtt durante su exposición en el Senado, donde intentó, sin éxito, manipular y tergiversar las palabras del biólogo y utilizar el síndrome de Down como baza para defender su postura. Antes, se había expresado en contra del matrimonio igualitario calificándolo de «mamarracho jurídico».
En el proyecto de Ley de Interrupción Voluntaria del embarazo de 2018 votó en contra. En señal de repudio por sus posturas contra la tradición laica de la Unión Cívica Radical, un grupo de militantes feministas y minoritarias, afiliadas del partido ocultó su cuadro en la galería de mujeres destacadas del radicalismo que hay en la sede del Comité Nacional de la UCR.